# Blanca París de Oddone
María Blanca París Corcoll de Oddone (7 de julio de 1925 - Montevideo, 23 de junio de 2008), fue una historiadora, profesora e investigadora uruguaya.

## Biografía
Fue la primera Licenciada en Historia de la Facultad de Humanidades y Ciencias de la Educación de la Universidad de la República. Fue catedrática de Técnicas de la Investigación Histórica y profesora Emérita de la Facultad de Humanidades y Ciencias de la Educación. Ciudadana ilustre de Montevideo, Uruguay por resolución  N° 9.771 en septiembre de 2007 fue condecorada junto con su esposo el Licenciado y doctor honoris causa de la Universidad de Buenos Aires Juan Oddone.
Durante la dictadura cívico-militar uruguaya (1973-1985) vivió exiliada en México, donde fue catedrática de la Universidad Nacional Autónoma de México (UNAM) e investigó en la Unión de Universidades de América Latina (UDUAL). 
Falleció el 23 de junio de 2008 a los 82 años. La sobrevivieron su esposo Juan y su hijo, el economista Gabriel Oddone.
Escribió y colaboró en la publicación de varios artículos, investigaciones y libros.

## Libros
- 1958, La Universidad de la República. En la formación de nuestra conciencia liberal
- 1956, La Universidad de Montevideo
- 1960, Figuras e Instituciones Catalanas en el Uruguay
- 1969, Cronología Comparada de la Historia del Uruguay, 1830 - 1945
- 1970, Los Hombres de la Historia - Artigas
- 1979, La Universidad Uruguaya, Historia de Una Vocación  Autonómica, 1849 - 1958
- 1987, Algunas reflexiones sobre la historiografía del descubrimiento
- 1991,  Introducción a la Universidad. Pasado y presente de la Universidad uruguaya. I
- 1991, Introducción a la Universidad. Pasado y presente de la Universidad uruguaya. II
- 1991, La universidad latino americana al encuentro del futuro
- 1995, Nuevos Cauces para una Trayectoria Cuestionada, 1958 -1973
- 1995, Historia y Memoria: medio siglo de la Facultad de Humanidades y Ciencias de la Educación,1945 - 1995
- 2004, Presencia de Arturo Ardao en la Historia Cultural de Latinoamérica

Libros de autoría compartida
- 1963, Historia de la Universidad de Montevideo. La Universidad Vieja, 1849 - 1885
- 1971, La Universidad Uruguaya, del Militarismo a la Crisis, 1885 - 1958. I
- 1971, La Universidad Uruguaya, del Militarismo a la Crisis, 1885 - 1958. II
- 1986, La Universidad y la Sociedad Uruguaya: Viejas y Nuevas Propuestas
- 1997, Cronología comparada de la Historia del Uruguay: 1830 - 1985
- 2000, Catálogo del Archivo de la Universidad de la República, 1827-1885

Artículos
- 1973, De la Colonia a la Consolidación del Uruguay
- 1987, Algunas Reflexiones sobre la Historiografía del Descubrimiento.